# トン族大歌
- 侗族大歌

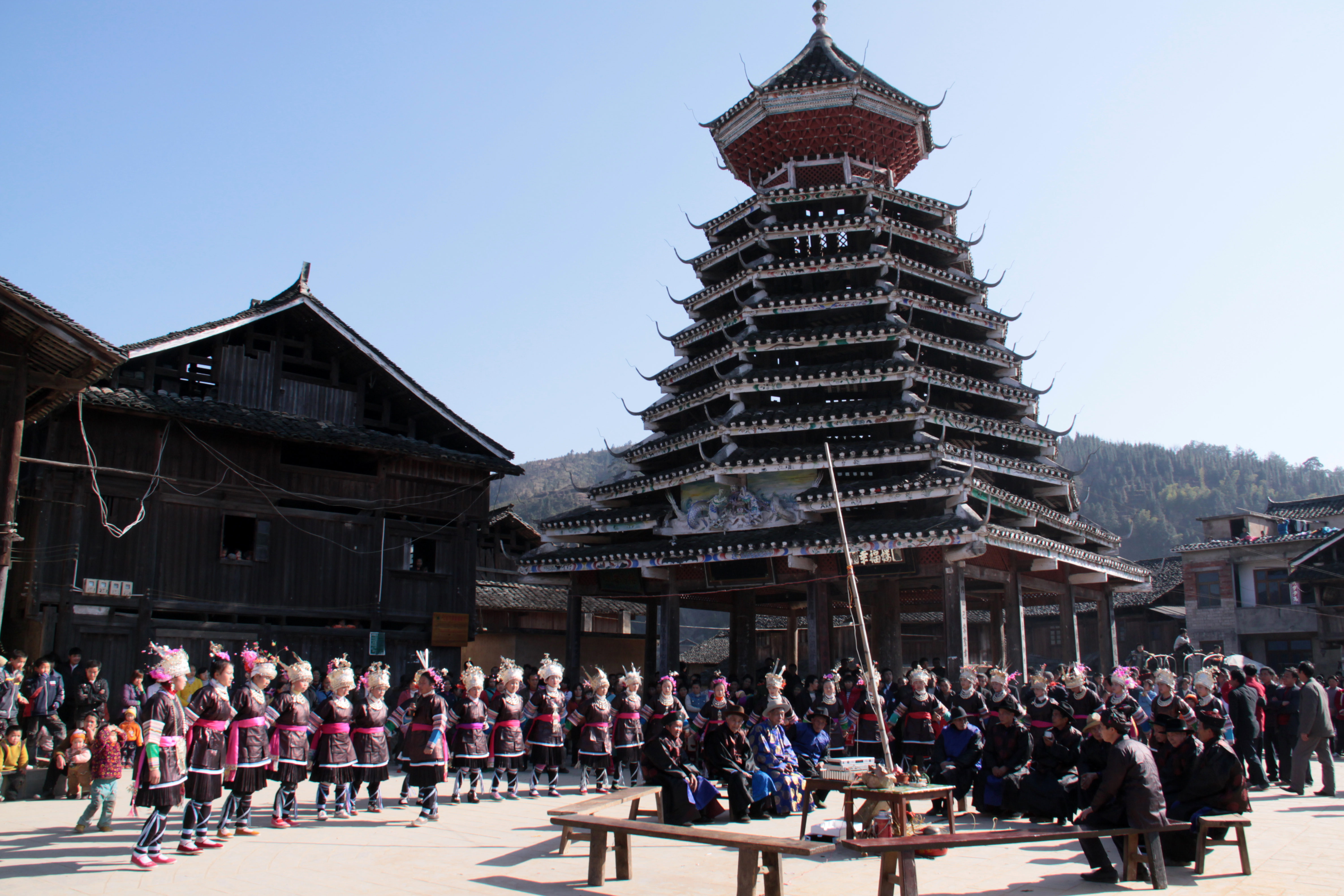
トン族大歌の様子

トン族大歌（トンぞくだいか、トン語：al laox、中国語: 侗族大歌）は、中国のおもに貴州省に居住するトン族の人々が歌う多声合唱音楽の総称である。トン族の歌にはさまざまな種類の歌があり、様式、メロディーなどの内容に応じて、鼓楼の歌、声の歌、童謡、歌劇の歌、混声の歌、物語の歌などに分類できる。
トン族大歌は、彼らが住む村の象徴的な建物である鼓楼の前および内部で歌われ、また主要な祭り、村への歓迎の際に歌われるために「鼓楼大歌」などとも呼ばれる。歌には指揮者、伴奏、固定した楽譜もなく、複数の声で歌うのが特徴で、伝承は「歌師」によって行われる。歌の主な形式は、男性別、女性別、男女の合唱、子供の合唱がある。歌う際は通常、最初に先導歌い手が歌い、次に全員が一緒に歌う。歌のテーマには普通、愛、友情、労働、自然がある。トン族大歌は、中国の無形文化遺産およびユネスコの無形文化遺産に含まれている。 